# 唐項浦海戰
唐項浦海戰，又稱固城海戰，是萬曆朝鮮之役中的海戰，發生在萬曆二十年（1592年）六月初五固城沿岸的唐項浦。最後朝鮮戰勝。
六月初二，李舜臣於唐浦海戰中擊潰日軍艦隊，在接下來的幾天裡搜尋逃竄的日軍，但沒有成功。初四，李舜臣與李億祺的艦隊會合，朝鮮艦隊總數達到51艘戰船。同日，李舜臣得到在固城唐項浦沿岸一帶發現日軍艦隊的情報。他迅速率艦隊向唐項浦駛去，發現26艘日軍戰船（包括一艘旗艦）停泊在唐項浦，已經登陸的日軍在當地燒殺搶劫。
李舜臣派出一些偵察船試探日軍的防禦。日軍四艘大型戰船迅速以旗艦為中心一字排開。李舜臣採用唐浦海戰中類似的戰術，用龜船直衝向日軍戰船以破壞他們的隊形，其他板屋船則以密集火力對日軍戰船發起攻擊。
在龜船的撞擊下，數艘戰船迅速沉沒，引起日軍的恐慌。為防止日軍向岸上逃竄、屠殺百姓以報復朝鮮軍，李舜臣做出了退回海上的錯誤決定。朝鮮軍撤退使日軍受到鼓舞，在旗艦的領導下駛出唐項浦港口，追逐朝鮮艦隊，並用火繩槍進行攻擊。不過火力並不兇猛。
在日軍艦隊到達開闊海域之後，李舜臣迅速指揮朝鮮艦隊包圍日軍，並用龜船向日軍戰船猛衝。日軍旗艦瞬間著火，其主將陣亡。其餘日軍戰船試圖逃回港口，但遭到朝鮮板屋船的圍堵，被朝鮮艦隊全部擊沉。